# Adam Michał Sobolewski
Adam Michał Sobolewski herbu Ślepowron (zm. przed 20 listopada 1705 roku) – sędzia drohicki od 1680 roku, podsędek drohicki w latach 1676–1680, wojski drohicki w latach 1668–1676.
Był elektorem Michała Korybuta Wiśniowieckiego z ziemi drohickiej w 1669 roku. W 1674 roku był elektorem Jana III Sobieskiego z województwa podlaskiego.